# Ronald Gleich

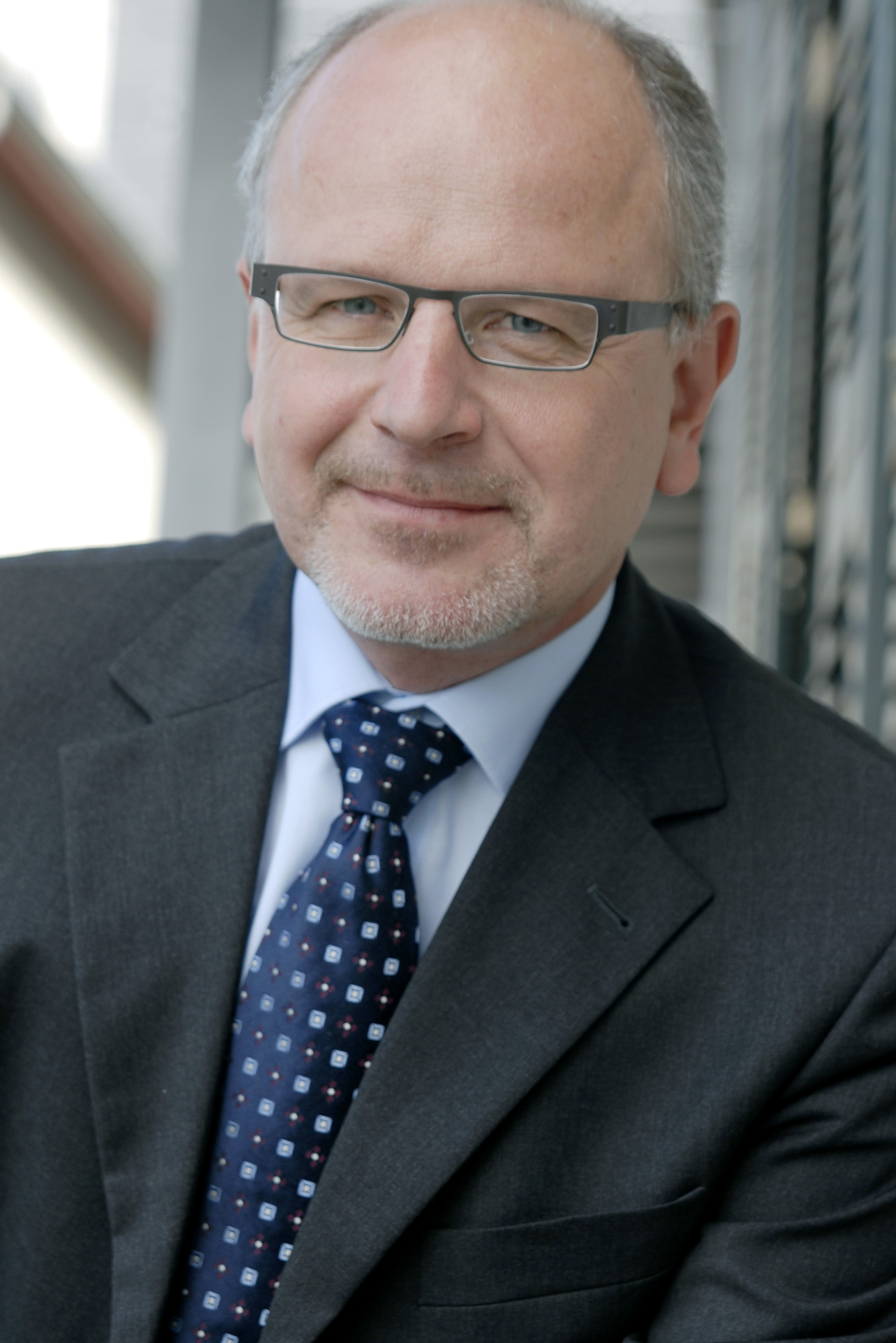
Ronald Gleich (2006)

Ronald Gleich (* 1. November 1962) ist ein deutscher Betriebswirt. 

## Leben
Im Anschluss an eine Ausbildung als Bankkaufmann an der Kreissparkasse Waiblingen und ein Studium der technisch orientierten Betriebswirtschaftslehre an der Universität Stuttgart (Dipl.-Kfm.) war Ronald Gleich von Januar 1991 bis Dezember 2002 wissenschaftlicher Mitarbeiter am Lehrstuhl für ABWL und Controlling der Universität Stuttgart. Dort promovierte er 1995 bei Péter Horváth zum Dr. rer. pol., 2000 folgte die Habilitation. Von Januar 2003 bis Juli 2020 war Gleich Inhaber des Lehrstuhls für Industrielles Management an der EBS Universität für Wirtschaft und Recht, seit August 2020 hat er eine Professur für Management Practice and Control an der Frankfurt School of Finance & Management inne.
An der EBS Universität für Wirtschaft und Recht war Gleich Kaufmännischer Geschäftsführer (2004–2005), Prorektor für Weiterbildung (2004–2006), Geschäftsführer der EBS Executive Education GmbH (2004–2012), Leiter des Strascheg Institute for Innovation and Entrepreneurship (2007–2020) sowie Dekan der EBS Executive School (2019–2020).
Von 1999 bis 2005 war Gleich in leitender Position bei der Unternehmensberatung Horváth & Partners beschäftigt, von 2013 bis 2019 hatte er die Leitung der Horváth Akademie inne.

## Monografien
- Target Costing in der montierenden Industrie (Dissertation), München 1996, ISBN 978-3-8006-2044-9.
- Das System des Performance Measurement. Theoretisches Grundkonzept, Entwicklungs- und Anwendungsstand (Habilitationsschrift), München 2001,  ISBN 978-3-8006-2707-3.
- Performance Management. Konzepte, Fallstudien und Grundschema für die Praxis, München 2011, ISBN 978-3-8006-3758-4.
- mit Péter Horváth und Mischa Seiter: Controlling, 13. Auflage, München 2015 (zuletzt: 14. Auflage 2020), ISBN 978-3-8006-5869-5
- mit Péter Horváth und Mischa Seiter: Controlling. 10 Fallstudien aus der Unternehmenspraxis, München 2017, ISBN 978-3-8006-5368-3